# 马尔蒂·曼西卡
马尔蒂·曼西卡（芬蘭語：Martti Mansikka，1933年10月25日—2024年2月24日），芬兰男子竞技体操运动员。他曾获得1956年夏季奥运会体操比赛男子团体全能铜牌。他也在1957年获得自由体操、鞍马和跳马的全国冠军。